# 溪州 (彰化縣大字)
溪州，原寫為溪洲，是臺灣彰化縣溪州鄉的一個地名，也是全鄉行政中心所在地，位於該鄉西北部。相較於今日行政區，其範圍大致包括溪州村不含西部邊界地帶，三圳村北部邊界地帶中段、圳寮村西部南側凸出部分的西側邊界地帶、東州村、尾厝村、瓦厝村，另外還包括北斗鎮的西德里西部邊界地帶南側、西安里西南端、中寮里南端，以及埤頭鄉的和豐村東南端一小塊地、元埔村東端一小塊地。

## 歷史
台灣清治末期至日治初期，溪州地區為一街庄，稱為「溪洲庄」，隸屬於東螺西堡。該庄北與番仔埔庄為鄰，東北與北勢藔庄為鄰，東與舊眉庄、圳藔庄為鄰，南邊為三條圳庄，西邊為溪墘厝庄、新庄仔庄。。
1901年（日治明治三十四年）11月，全台廢縣廳改設二十廳，該庄隸屬於彰化廳。1903年（明治三十六年）6月，該庄編入「舊眉區」，隸屬於彰化廳。1909年（明治四十二年）10月，合併二十廳為十二廳，舊眉區改隸屬於臺中廳。1920年（大正九年），廢廳、支廳、區、街庄（舊制）改設州、郡、街庄（新制）、大字，該庄改制並簡化為「溪州」大字，隸屬於臺中州北斗郡溪州庄，大字下有「溪洲」、「瓦厝」小字名。
戰後溪州庄改制為溪州鄉，隸屬於臺中縣，大字亦改制為村。1950年10月，中、彰、投分治，溪州鄉改隸屬彰化縣。

## 聚落
本地區發展較早的聚落為茄苳腳、瓦厝、溪洲、舊眉，在日治期初期的官方地圖上已有記載。此外，本地區尚有廣東厝、溪埔等聚落。

## 交通
國道1號又稱「中山高速公路」，是貫穿台灣西部的兩條縱向高速公路之一，大致以北北東—南南西走向經過溪州地區西北端。境內未設交流道，北側最近的是與縣道150號、鄉道彰183線、縣道152號、省道台1線均有連通的北斗交流道，南側最近的是位於濁水溪南岸省道台1線交會處的西螺交流道，由此等可快速前往國道1號沿線各地。
省道台1線（中山路四段、莒光路、中山路三段）又稱「縱貫公路」，是台北至屏東楓港的傳統平面幹道，大致先以東北微北—西南微南走向經過本地區東北部凸出部分的東南側邊界地帶，再以東北微南—西南微北走向經過本地區中部偏北地帶。由該道路東北段向東北微北可前往北斗、田尾、永靖、員林等地，由西南段向西南微北轉西南微南再轉南南東可前往西螺、莿桐、虎尾東北部、斗南等地。
縣道152號（溪林路、中山路三段、溪下路四段）是大城鄉公館至名間的道路，大致以西微北—東微南走向由本地區西部邊界地帶中央偏北地帶入境，經省道台1線路口後進入市區，過莿桐埤圳第五溪州橋後轉東南沿圳道北岸道路而行，其後順路轉東南微北，過鄉道彰103線路口後轉東微南再轉南南東再轉東南出境。由該道路向西微北可前往埤頭南部、竹塘、大城並止於省道台17線路口，向東南可前往二水、名間並止於省道台3線路口。
鄉道彰102線（三條圳聚落北側道路、莿仔埤圳第二放水路道路北岸道路、圳寮溪州界橋、莿仔埤圳第二放水路道路南岸道路）是三條圳至潮洋厝（實際終點為圳寮）的道路，大致以西向東由本地區西部邊界地帶接近最南側蜿蜒入境後轉東南東，經鄉道彰103線路口後至莿仔埤圳第二放水路北岸道路路口轉東北沿圳道北岸而行，至本地區東部邊界道路路口轉東南過橋後，轉東北沿圳道南岸出境。由該道路向西可前往溪墘厝東南端、溪墘厝與三條圳交界地帶並止於鄉道彰105線路口，向東北繞大彎轉東南東可前往圳寮中部偏西地帶並止於鄉道彰101線路口。
鄉道彰103線（保安路）是東州至三條圳的道路，其北側端點位於本地區東部邊界地帶中央的縣道152號舊線（登山路四段）路口。由此向南南西經縣道152號路口後續行，經鄉道彰102線路口後於本地區南部邊界中央偏西地帶轉南南東出境後，可前往三條圳南部偏東並止於鄉道彰106線路口。
鄉道彰105線（中央路三段）是溪洲至潮洋厝的道路，其北側端點位於本地區中部偏西的縣道152號路口。由此向南微西轉南南東再轉南蜿蜒出境後可前往溪墘厝東南部、三條圳、潮洋厝並止於鄉道彰101線路口。
鄉道彰182線（文化路、中山路四段、舜耕路）是芙朝口至七星的道路，大致以西微北－東微南走向由本地區東北部凸出部分的西北側邊界地帶入境後，轉東北東再轉東微南至省道台1線路口，轉西南微南與其共線一小段路後，轉東南於本地區東北部凸出部分的東南側邊界出境。由該道路向西微北可前往番子埔、牛稠子（今名芙朝）並止於鄉道彰185線路口，向東南轉東微南可前往舊眉北端、北勢寮東南端、西北斗中部偏南並止於鄉道彰101線路口。
鄉道彰183線（新庄路）是連交厝至瓦厝的道路，其南側端點位於本地區西部邊界中段偏北的縣道152號路口。由此向北北西轉西北沿邊界蜿蜒而行，經國道1號高架橋下出境後，可前往新庄子、牛稠子、牛稠子與三塊厝交界地帶、三塊厝與連交厝交界地帶、連交厝並止於鄉道彰152線路口。

## 學校
- 明道大學（南部）
- 溪州國中
- 溪州國小
- 南州國小